# Glypta cornigera
Glypta cornigera là một loài tò vò trong họ Ichneumonidae.